# OMO7 旭川
OMO7 旭川（オモセブン あさひかわ）は、北海道旭川市にあるホテル。

## 概要
1920年（大正9年）創業開始の「北海屋ホテル旭川支店」から、「ニュウ北海ホテル」、「ニュー北海ホテル」、「旭川グランドホテル」と移り変わってきた旭川市内で歴史あるホテルになっている。レンガを使用して周辺の街並みに配慮した建物は『旭川市都市景観賞』を受賞している。
2017年（平成29年）春から旭川グランドホテルの経営に参画している星野リゾートが、2018年（平成30年）にホテルを新たなブランド「OMO」（おも）第1号となる「OMO7 旭川」にリブランドした。ホテル内のレストランにおいて上野砂由紀が「ガーデンランチ」をプロデュースしている。
高さ71mは、建設当時旭川市では一番の高層建築物だった（2024年現在はプレミスト旭川ザ・タワーに次いで2番目）。

## 沿革
- 1994年（平成06年）：「旭川グランドホテル」として開業[2]。
- 2004年（平成16年）：株式会社ニュー北海ホテルが解散し、株式会社旭川グランドホテル設立[8][9]。
- 2007年（平成19年）：大和証券SMBCプリンシパル・インベストメンツが全株式取得[10][11][12]。グランビスタ ホテル&リゾートによる運営支援開始[13]。
- 2012年（平成24年）：マックスリアルティーが全株式取得[14][15]。
- 2013年（平成25年）：アビリタス ホスピタリティによる運営支援開始[16][17]。
- 2017年（平成29年）：星野リゾートによる運営開始[5][18]。
- 2018年（平成30年）：「OMO7 旭川」にリブランド[3][19]。

## 施設
客室
- DANRAN Room (18 m²)
- ツインルーム (27 m²)
- トリプルルーム (30.3 m²)
- フォースルーム (30 m²)
- ダブルルーム (25 m²)
- ガーデンルーム (36.8 m²)
- ユニバーサルルーム (36 m²)
- 和室 (28 m²)
- 和洋室 (36 m²)
- ジュニアスイート (54.8 m²)
- エグゼクティブスイート (73.7 m²)
- インペリアルスイート (150 m²)

OMOベース
- OMOカフェ&バル
- ご近所マップ
- フロント
- ブックトンネル
- フリーラウンジ
- ショップ（予定）

OMOグランドバンケット
- レストラン
  - OMOカフェ&バル
  - 日本料理 四季
  - 中国料理 桃源
- 大宴会場
  - グランドホール (1,000 m²)
- 中宴会場
  - 孔雀 (277 m²)
  - 白鳥 (216 m²)
  - 北辰 (124 m²)
  - 北斗 (128 m²)
- 小宴会場
  - 錦糸 (100 m²)
  - ライラック (44 m²)
  - アカシア (27 m²)
  - イチイ (34 m²)
  - ツツジ (32 m²)
  - エルム (86.7 m²)
  - オーク (86.7 m²)
  - リンデン (51 m²)
  - メープル (46.2 m²)
  - プラタナス (46.5 m²)
  - ポプラ (46 m²)
- スカイバンケット
  - 天空
  - 天人
  - 羽衣
- スパ プラトー
  - バス・サウナ
  - エステ・トリートメント
  - マッサージ
  - ラウンジ

ブライダル
- 神殿
- チャペル

## アクセス
- 旭川電気軌道「6条9丁目」バス停下車
- 北海道旅客鉄道（JR北海道）旭川駅から徒歩約13分
- E5 道央道 旭川鷹栖ICから車で約15分
- 美瑛から車で約45分
- 富良野から車で約85分
- トマムから車で約165分